# N-hash
N-Hash est une fonction de hachage cryptographique basée sur le chiffrement de bloc FEAL et proposée par Shoji Miyaguchi et al. en 1990. Elle n'est plus considérée comme une fonction cryptographiquement sûre.
N-Hash produit une empreinte de 128 bits. Le message est divisé en blocs de 128 bits et chaque bloc est combiné avec la valeur obtenue jusqu'alors en utilisant une fonction de compression. Celle-ci contient 8 tours, chacun d'entre eux faisant appel à une fonction F similaire à celle présente dans FEAL. 
En 1991, Eli Biham et Adi Shamir appliquèrent la cryptanalyse différentielle sur N-Hash et montrèrent que les collisions pouvaient être générées plus rapidement qu'avec une attaque des anniversaires sur des variantes basées sur un maximum de 12 tours.